# 상현

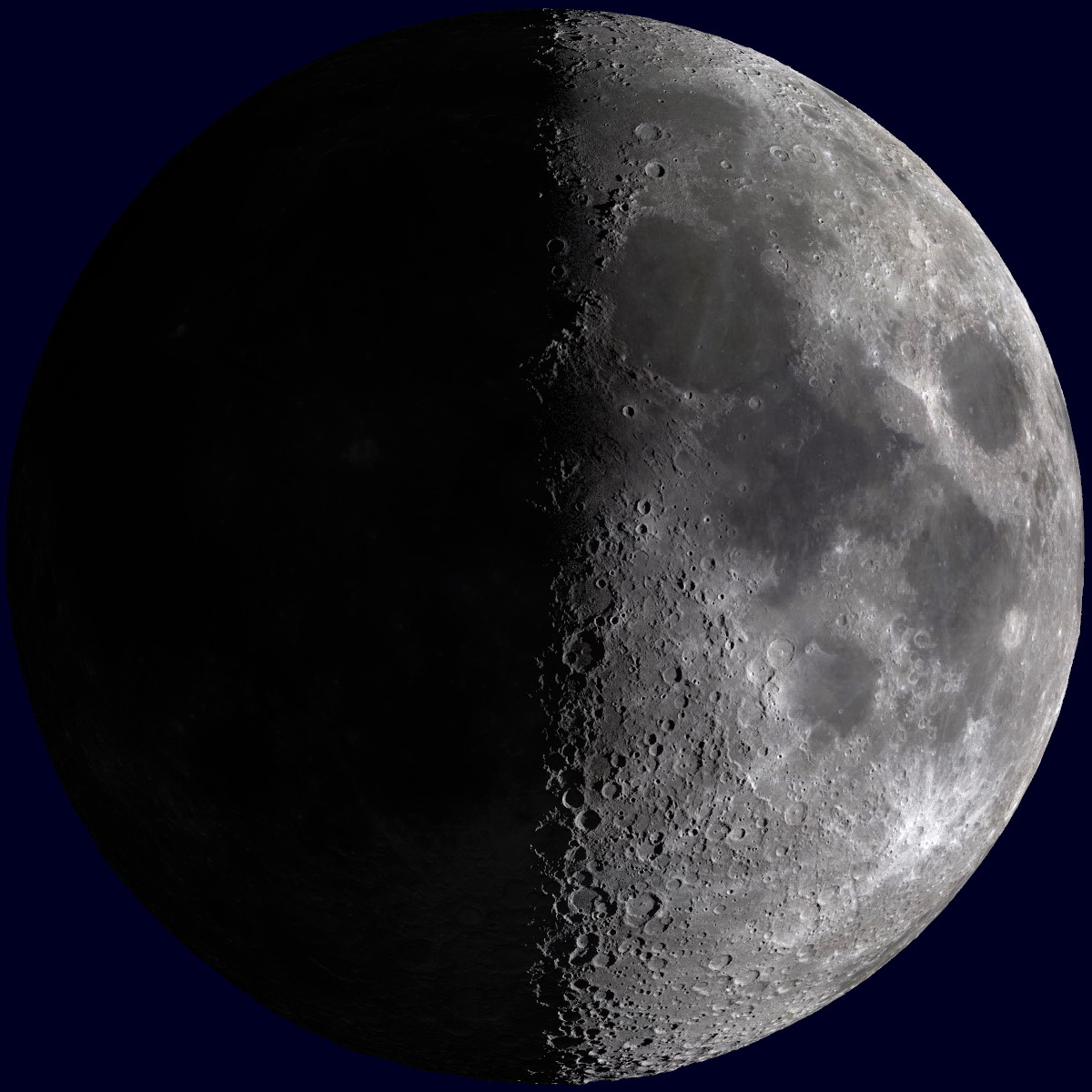
북반구의 상현

상현(한국 한자: 上弦, 영어: first quarter)은 삭이 지난 뒤 지구와 태양, 지구와 달을 잇는 직선이 직각이 되어 달의 서쪽 절반을 볼 수 있게 되는 시기 혹은 그 현상을 가리킨다. 상현달은 해가 진 후 남쪽 하늘에서 볼 수 있지만, 사실상으로서는 한낮에도 관측이 가능하다. 한낮무렵에 동쪽하늘에 뜬다. 그리고, 상현달이 서쪽하늘에 떠있을 경우에는 이때부터 하루를 넘기는 일이 시작된다. 즉, 상현달이 서쪽하늘에 있을 경우에는 한밤중이 된 상황이다. 그리고, 상현달 이후부터는 달이 하루 지날 때마다 평균적으로 매일 50분씩 늦게 뜨기 때문에 상현달을 지난 달은 뜨는 시간도 점점 늦어지는 건 물론이고, 한밤중을 시점으로 하자면 달도 하루를 넘긴다 해도 지는 시간이 점점 늦어지게 된다. 그래서, 보름달이 되기 직전인 음력 12~14일이 된 달이 서쪽으로 넘어가는 시기에는 이미 첫 새벽까지 가게 된다. 결과적으로는 초승달을 제외하고는 상현달 이후로부터는 모두 하루를 넘긴다. 보이는 형태는 활 모양의 현을 엎어 놓은 것 같은 반원 모양의 달이다. 상현달은 질 때에 활 모양의 현을 위로 향하는 거와 비슷하여 위(상), 시위(현)자를 붙여 상현이라는 이름이 붙게 되었다.

## 기타
음력 7일, 8일에 항상 상현달이 뜨지는 않는다. 달은 지구 주위를 원에 가까운 타원형으로 공전하는데 (달의 공전 궤도 이심률은 0.05488이다.), 달이 원지점을 통과하는 경우에는 음력 9일에 상현달이 뜬다.
또한, 상현달이 뜰 때에는 밀물과 썰물 사이의 높이 차이, 즉 조수간만의 차, 조차가 가장 적다. 이는 하현달일 때에도 마찬가지이다.

## 같이 보기
- 달의 위상
- 하현
- 지식공유 프로젝트>지구와 달의 운동[깨진 링크(과거 내용 찾기)]